# ان لاک
ان لاک (به لاتین: An Lộc) یک منطقهٔ مسکونی در ویتنام است که در استان بین فوک واقع شده‌است.

## خصوصیات
ان لاک ۱۵٬۰۰۰ نفر جمعیت دارد.